# Pilersuisoq
Pilersuisoq (произносится Пилерсуисок) — сеть универсальных магазинов в Гренландии. Главное подразделение конгломерата KNI A/S. Штаб-квартира расположена в городе Сисимиут.
Сеть насчитывает 66 магазинов в более чем 60 населённых пунктах Гренландии. Pilersuisoq работает и в очень удалённых от цивилизации поселениях: например, завоз товаров в Иллоккортоормиут осуществляется два раза в год, а в Каанаак — один раз. Многие магазины компании осуществляют не только торговые, но также предоставляют почтовые и банковские услуги. Кроме того, по состоянию на 2010 год компания также владела несколькими магазинами беспошлинной торговли, например, в аэропортах Кангерлуссуак и Нарсарсуак, однако по экономическим причинам само существование магазинов беспошлинной торговли ныне в Гренландии находится под вопросом.

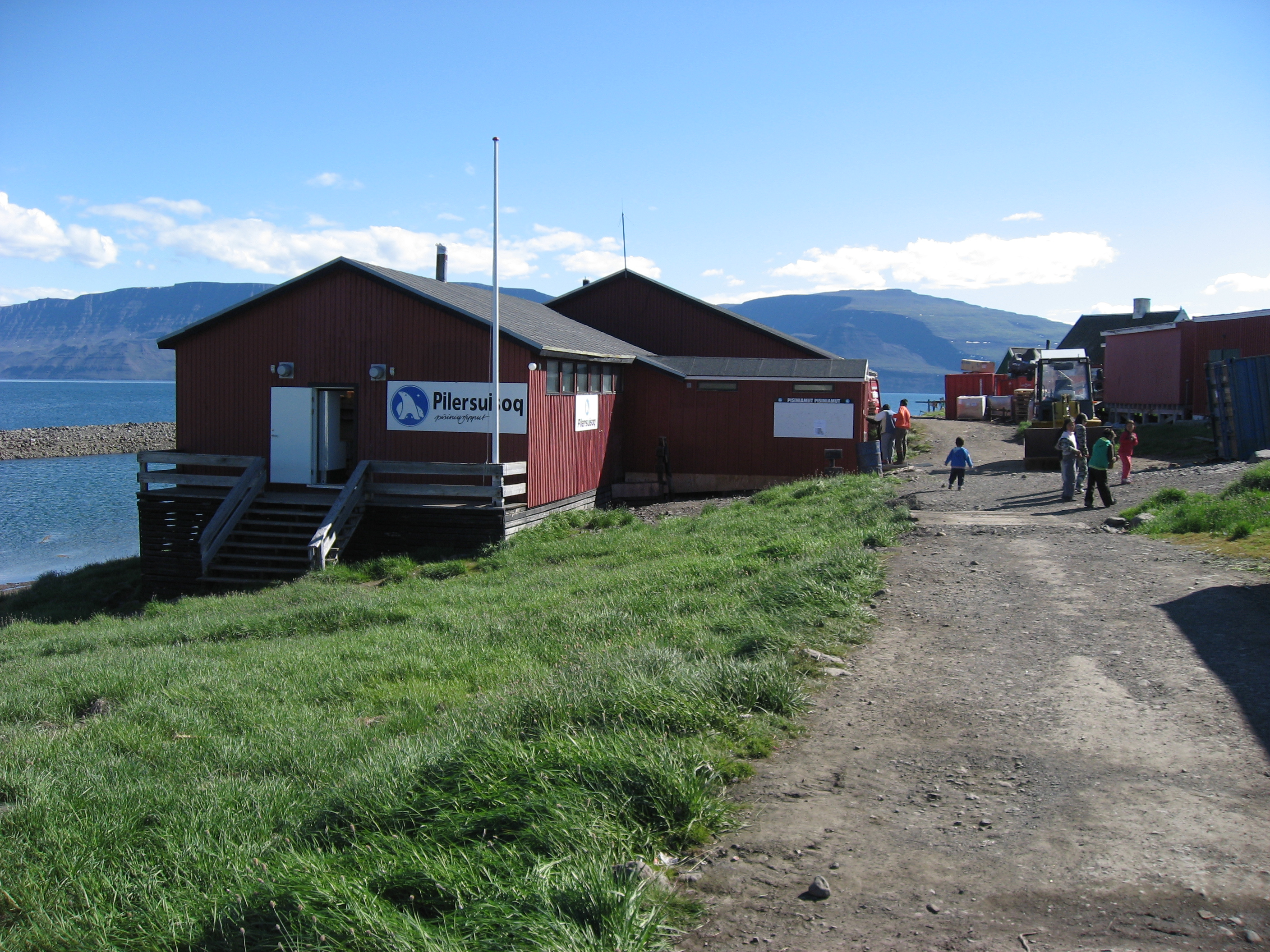
Магазин в Упернавик-Куяллеке
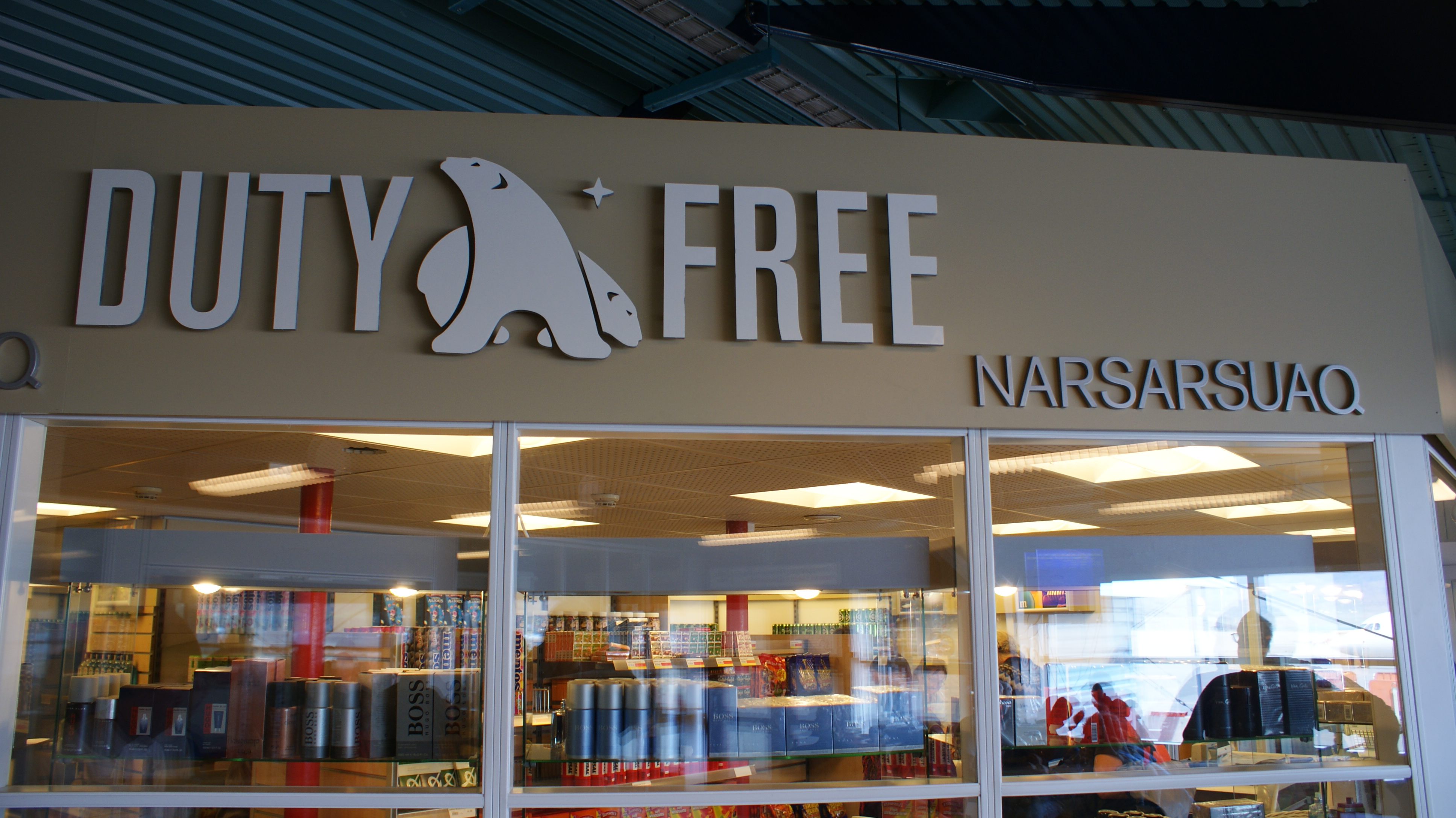
Магазин беспошлинной торговли в аэропорту Нарсарсуак[англ.]